# Tour Blanche
Tour Blanche (früher auch Tour Aquitaine, Tour AIG und Tour Chartis) ist der Name eines Hochhauses im Pariser Vorort Courbevoie in der Bürostadt La Défense. Erbaut wurde das Hochhaus zwischen 1965 und 1967, womit es zur ersten Generation der Hochhäuser von La Défense zählt. Bei seiner Fertigstellung im Jahr 1967 war der 100 Meter hohe Büroturm der Zweithöchste im Geschäftsviertel La Défense. Das Gebäude verfügt über 27 Etagen mit einer Fläche von etwa 28.500 Quadratmetern. Entworfen wurde das Gebäude von den Architekten Luc Arsène-Henry, Bernard Schoeller und Xavier Arsène-Henry.
Im Jahr 2004 sowie zwischen 2012 und 2014 fanden Renovierungsarbeiten am Gebäude statt.
Der Büroturm ist mit der Métrostation La Défense und dem Bahnhof La Défense an den öffentlichen Nahverkehr im Großraum Paris angebunden.